# Culicoides palmerae
Culicoides palmerae är en tvåvingeart som beskrevs av James 1943. Culicoides palmerae ingår i släktet Culicoides och familjen svidknott. Inga underarter finns listade i Catalogue of Life.